# グランプリ・イラストレイテッド
グランプリ・イラストレイテッドは、ロードレース世界選手権をテーマとする日本で発行された月刊誌、後は年刊誌である。
当初は月刊誌で、創刊号は1985年7月。編集長は坪内隆直、編集はヴェガインターナショナル、発行はグランプリ出版であった。1989年1月発行の40号をもって終刊。
1989年版から年鑑となり、出版社もエクスプレスに替わった。

## 定期刊行物
年刊誌
- ヴェガインターナショナル 著・編集『グランプリ・イラストレイテッド年鑑』〈バイクレース総合写真年鑑〉、エキスプレス。

過去の刊行物（月刊誌）
- 『グランプリ・イラストレイテッド』、グランプリ出版。